# Stoja Novaković
Stojanka Novaković ili Stoja (Zrenjanin, Srbija, 4. lipnja 1972.) popularna je srpska turbofolk pjevačica.

## Životopis
Osnovnu školu završila je u Perlezu, a srednju školu u Zrenjaninu. Smisao za pjevanje je pokazivala od malih nogu, a talent je naslijedila od oca Milana. U školskom zboru je pjevala prvi glas. Profesionalno se počela baviti pjevanjem u 26-oj godini. Na estradnoj folk sceni svojim pojavljivanjem izazvala je pravu pomutnju. Svojim stasom i autentičnim glasom bila je odmah zapažena te izdaje svoje prvi album simboličnog imena Kako je meni sada.
Ubrzo je usljedio drugi album Čiki, čiki koji je definitivno Stoju lansirao u vrh turbofolk scene.
Stoja je danas vrlo uspješna pjevačica s velikim brojem obožavatelja diljem bivše Jugoslavije te je dobitnica brojnih glazbenih nagrada i trofeja. Najveći hitovi u njenoj karijeri su Samo, Evropa, Mesec sija, Moje srce ostariti ne sme, Starija, Dijamanti, Do gole kože, Potopiću ovaj splav, Da li si za seks, Bela ciganka, Ola, ola i druge. Pjesma Bela ciganka je postigla veliki uspjeh, postala je popularna širom Balkana, a pjeva se i na svadbama.  Stoja je bila član Granda od samog osnutka i sve svoje hitove je izdala za njihovu produkciju, ali je odlučila promijeniti izdavača te je album Nije da nije izdala za BN Music koji se nalazi u Bosni i Hercegovini. Trenutno živi u Beogradu u svojoj kući na Bežanijskoj kosi.

## Diskografija
| Godina | Naziv albuma      | Popis pjesama |
| ------ | ----------------- | --- |
| 1998.  | Kako je meni sada | 1. Da, da, da 2. Takva je ljubav 3. Nek te vetar nosi 4. Ne volim te više 5. Da li ti je duša srećna 6. Sad mi život nije važan 7. Kako ću bez tebe 8. Tako je to 9. Kako je meni sada                                  |
| 1999.  | Čiki, čiki        | 1. Čiki, čiki 2. Prevareni 3. Gori, gori stara ljubav 4. Ne moli me 5. Sto godina 6. Neću da ostarim 7. Biću tvoja (duet s Đanijem)                                                                                     |
| 2000.  | Samo              | 1. Samo 2. Sve što sam imala 3. Zajedno do kraja 4. Sve se okreće 5. Svaka se greška plaća 6. Nek' ti se plače danima 7. Iza lažnog osmeha 8. Teško mi je, jer je ljubav mržnja postala                                 |
| 2002.  | Evropa            | 1. Evropa 2. Umri 3. Neka pati, sve nek' plati 4. Ne vraćam se ja na staro 5. Bolje i da ne vidim 6. Idi nek te sreća prati 7. Samo se jednom živi 8. Mesec sija                                                        |
| 2003.  | Zakletva          | 1. Zakletva 2. Živeo 3. Da zavolim ludo 4. Moj život je moje blago 5. O ne, ne, ne 6. Samo idi 7. Sava tiho teče 8. Nije lako biti mlad                                                                                 |
| 2004.  | Starija           | 1. Starija 2. Da isečeš vene 3. Dijamanti 4. Duplo piće 5. Do pola 6. Govore mi tvoje oči 7. Od splava do splava 8. Ne dam ti                                                                                           |
| 2006.  | Metak             | 1. Ne slušaj vesti 2. Nešto mi govori 3. Gde kod pođem tebi idem (duet Šako Polumenta) 4. Neću proći jeftino 5. Metak 6. Sve sam živo pokvarila 7. Leti, leti (tekst i aranžman D. Jovanovic) 8. Ako smeta tvojoj sreći |
| 2008.  | Do gole kože      | 1. Baš, baš 2. Do gole kože 3. Idi 4. Kučka 5. Može viski (tekst i aranžman D. Jovanovic) 6. Pogrešna 7. Potopiću ovaj splav 8. Stena (tekst i aranžman D. Jovanovic) 9. Muzika (duet Dejan Matić)                      |
| 2009.  | Naj, naj          | 1. Noćna mora 2. Da li si za seks 3. Džek 4. Zamalo 5. Jača nego pre (tekst i aranžman D. Jovanovic) 6. Naj, naj 7. Splav 8. Volim te                                                                                   |
| 2013.  | Nije da nije      | 1. Hoću pesmu, hoću lom 2. Kakva sam takva sam 3. Nije da nije 4. Pare, pare 5. Robija 6. Sad ja tebe neću (tekst i aranžman D. Jovanovic) 7. Šuki, šuki 8. Zgazi, ubi (tekst i aranžman D. Jovanovic)                  |

Singlovi (od 2011.)
1. Revolucija
2. Bela ciganka
3. Takvog dečka hoću ja
4. Ola, ola
5. Lila, lila
6. Kao ovde nigde nije
7. Ponovo
8. Ko preživi neka priča
9. Samo jako feat. Relja & Coby
10. Bomba
11. Ne treba mi život
12. Čista hemija feat. Coby
13. Ko bi rekao feat. Kija Kockar
14. Idi mami pa se žali
15. Žena s Balkana feat. Mimi Mercedez
16. Svet se vrti oko nas feat. Mimi Mercedez
17. Taki, taki
18. Neka pati feat. Milan Milošević
19. Ostani tu
20. Aj chiki, chiki feat. Ludi Srbi
21. Lice
22. Hera
23. Dum, dum
24. Milioner
25. Da li ona zna

## Najveći uspjesi i nagrade
Stojinu glazbenu karijeru obilježile su pjesme koje su postale svojevrstan klasik moderne, ex - yu turbofolk scene: "Metak", "Evropa", "Do gole kože", "Naj, naj", "Kučka", "Moj život je moje blago" i mnoge druge. Poznata je po brojnim provokativnim scenskim nastupima u diskotekama diljem Srbije, ali i Hrvatske, Njemačke, Bosne i Hercegovine i Austrije te po kvalitetnim video spotovima, a nadasve po iznimnom stasu koji ju prati od početka karijere. Od značajnijih glazbenih nagrada primila je onu za:
- folk pjevačicu 2000. godine
- tiraž (Oskar popularnosti, 2001.)
- tiraž (YU dani estrade, 2002.)
- folk album godine 2004.
- folk pjevačicu Bosne i Hercegovine 2005.
- pjesmu godine (Beogradski pobednik, 2005.)
- pjevačicu godine (Čačak, 2006.)

## Vanjske poveznice
- Stoja Official Facebook